# East Brewton, Alabama
East Brewton là một thành phố thuộc quận Escambia, tiểu bang Alabama, Hoa Kỳ. Dân số năm 2009 là 2471 người, mật độ đạt 280 người/km².